# Širokotračna željeznica
Širokotračna željeznica vrsta je željeznice čija je širina pruge veća od standardne širine od 1435 mm.

## Najčešće širine širokotračnih kolosijeka
- Široki kolosijek od 1524 mm, poznatiji kao ruski kolosijek, dominantan je kolosijek u zemljama bivšeg Sovjetskog Saveza (države ZND-a, baltičke države, Gruzija i Ukrajina), Mongoliji i Finskoj.
- Široki kolosijek od 1600 mm, poznatiji kao irski kolosijek, dominantan je kolosijek u Irskoj, australskoj državi Victoria i gradu Adelaideu u južnoj Australiji.
- Široki kolosijek od 1668 mm, obično poznat kao Iberijski kolosijek, dominantan je kolosijek u Španjolskoj i Portugalu.
- Široki kolosijek od 1676 mm, poznatiji kao indijski kolosijek, dominantan je kolosijek u Indiji, Pakistanu, Bangladešu, Šri Lanki, Argentini, Čileu i na BART-u (Bay Area Rapid Transit) u San Franciscu. Ovo je najširi kolosijek u uobičajenoj uporabi bilo gdje u svijetu, ali postoje i širi kolosjeci za posebne namjene.

## Vanjske poveznice
- Broad Gauge Society
- Railroad Gauge Width